# Ibn Muflih
Schams ad-Dīn ibn Muflih al-Maqdisī rahimallah (arabisch شمس الدين أبو الله محمد بن مفلح المقدسي, DMG Šams ad-Dīn Abū ʿAbd Allāh Muḥammad ibn Mufliḥ al-Maqdisī, geb. 1308; gest. 1362) war einer der wichtigsten islamischen Rechtsgelehrten der Hanbaliten seiner Zeit.
Seine Bedeutung rührt zum einen von der Bewahrung älterer hanbalitischer Schriften, wie das Kitāb al-Funūn von Ibn ʿAqīl, die primär in seinem Werk Die islamrechtlichen Verhaltensweisen (al-Ādāb aš-Šarīʿa) erhalten sind. Ibn Muflah unterrichtete zeit seines Lebens an den hanbalitischen Schulen al-Dschauzīya, al-Sāhibīya und al-ʿUmarīya.

## Werke
- al-Ādāb aš-Šarīʿa (Die islamrechtlichen Verhaltensweisen). Digitalisat
- Kitāb Uṣūl al-Fiqh (Das Buch zur Findung der islamischen Rechtsquellen). Der Hanbalite Muhammad asch-Schattī merkte in seinem Werk zu den hanbalitischen Gelehrten an, dass es für die Hanbaliten im Bereich des Usūl al-Fiqh keinen besseren als Ibn Muflih gab.[2] Digitalisat
- Das Kitāb al-Furūʿ (Das Buch der Rechtsanwendungen) gilt als eines der wichtigsten Werke für die hanbalitische Rechtslehre.[3] Digitalisat